# Manilatown (São Francisco)
Manilatown foi um bairro filipino-americano em São Francisco (ou seja, uma Little Manila), que prosperou da década de 1920 até o final da década de 1970. O distrito abrangia um raio de três quarteirões ao redor das ruas Kearny e Jackson, próximo a Chinatown. O bairro era conhecido pelo International Hotel ("I Hotel"), um hotel de ocupação de quarto individual (SRO) onde muitos dos residentes moravam. Manilatown também abrigava muitos negócios que atendiam à comunidade filipino-americana, como o Manila Cafe, New Luneta Cafe, Bataan Lunch, Casa Playa, Sampagita Restaurant, Blanco's Bar, Lucky M. Pool Hall e Tino's Barber Shop. Em seu auge, mais de 1.000 moradores viviam em Manilatown, e continha um total de 30.000 trabalhadores temporários. Do final da década de 1960 à década de 1970, o bairro foi transformado por iniciativas da cidade que visavam a gentrificação da área. Em 1977, o bairro já havia sido em grande parte destruído, e passou a fazer parte da Chinatown.

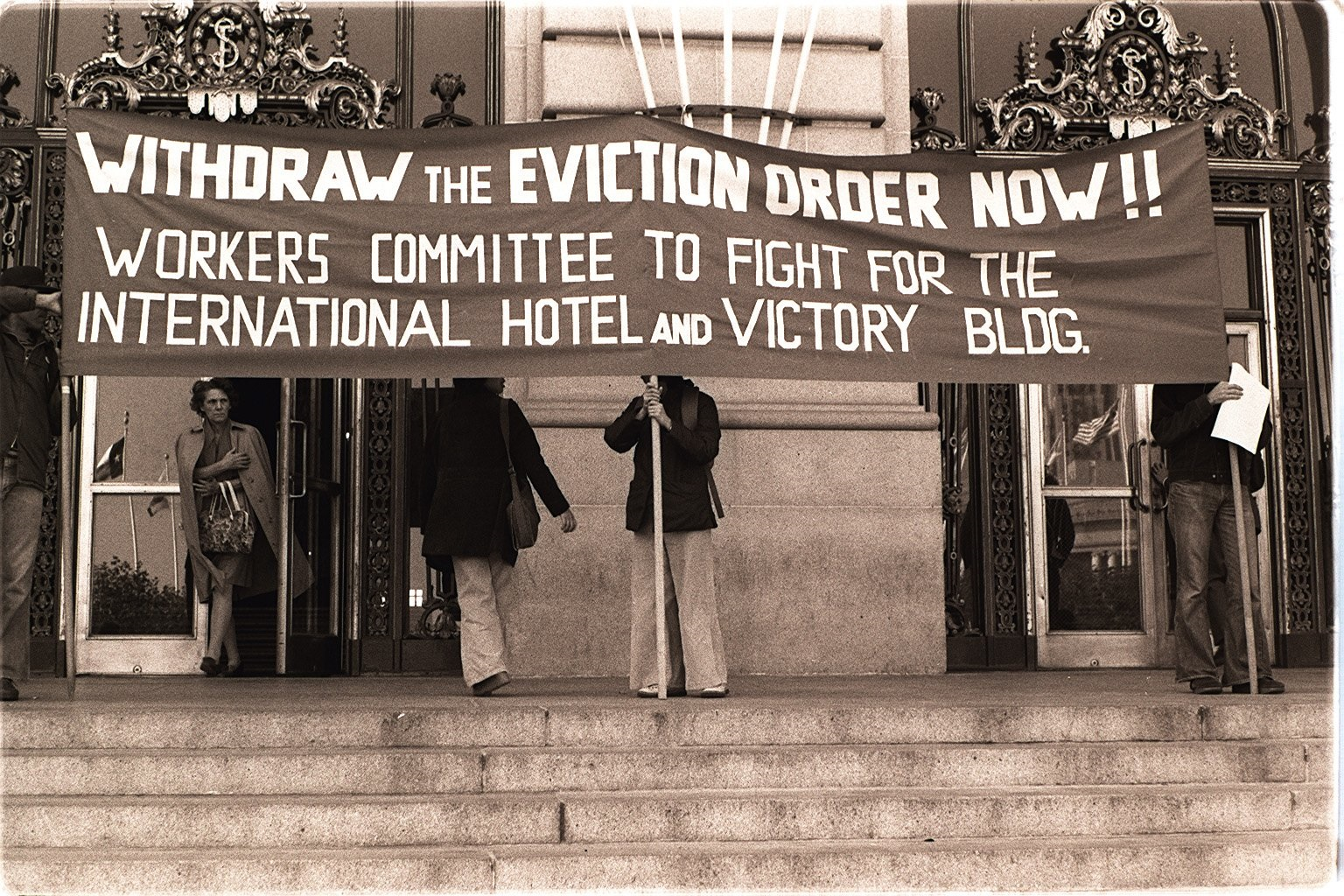
Ativistas de moradia protestam em frente à Prefeitura de São Francisco, 1977

Atualmente, a comunidade filipina de São Francisco e da Península está concentrada principalmente na parte sul da cidade, como em Crocker-Amazon e no Excelsior District, e em cidades do Condado de San Mateo, como Daly City, San Bruno e South San Francisco.

## História
A primeira geração de moradores de Manilatown era conhecida como geração manong. Manong é um termo ilocano que significa "irmão mais velho". Eles foram a primeira geração de filipinos a emigrar para os Estados Unidos, em massa, e formar comunidades locais, a partir da década de 1900. Durante esse período, os Estados Unidos estiveram fortemente envolvidos nas Filipinas, com a Guerra Filipino-Americana (1899-1902) e a colonização americana das Filipinas (1898-1946). Normalmente, os manong eram recrutados nas Filipinas para realizar trabalhos agrícolas de baixa remuneração na Califórnia, Havaí e Alasca. Na década de 1930, aproximadamente 30.000 manong trabalhavam em fazendas e fábricas de conservas em Salinas, Watsonville, Modesto, Delano e outras partes da Califórnia.
Muitos desses imigrantes filipinos eram solteiros. Devido às leis antimiscigenação e às restrições à imigração (como a Lei de Imigração de 1924), muitas vezes não conseguiam constituir família. Por esse motivo, optaram por viver entre si e formaram suas próprias comunidades, como Manilatown. A partir da década de 1920, formaram associações, como os Caballeros de Dimas-Alang e a Maçonaria Filipina Gran Oriente.
Muitos moradores de Manilatown não eram residentes permanentes de São Francisco. Em vez disso, eram trabalhadores sazonais, que trabalhavam em fazendas e fábricas de conservas de salmão durante a alta temporada e, em seguida, vinham para São Francisco para realizar trabalhos temporários de prestação de serviços fora da temporada. Frequentemente, trabalhavam em hotéis e restaurantes, como cozinheiros, garçons, carregadores de malas, faxineiros e motoristas, quando estavam em São Francisco. A maioria morava em hotéis residenciais, como o International Hotel, o Palm Hotel e o Columbia Hotel.
No entanto, o bairro também era ocupado por moradores de longa data, e alguns deles eram donos de negócios. Por exemplo, o New Luneta Cafe, que ficava na Kearny Street, servia culinária das Filipinas como frango adobo, pancit e arroz. O café era administrado por Maria Velasco Basconcillo e seu marido. O New Luneta Cafe apoiava uma comunidade clandestina de jogadores, que também jogavam mexe-mexe e pôquer, as well. Entre 1943 e 1949, Canuto Salaver, Clem Mateo e Mike Zacarias foram os cofundadores e coproprietários originais do famoso restaurante Bataan Lunch na 836 Kearny Street, e também anos depois do Bataan Pool Parlor na 840 Kearny Street. O Bataan Lunch ficava originalmente na 643 Kearny St., local do Jessie's Lunch, onde Clem trabalhava como cozinheiro. Unindo-se como proprietários, eles renomearam seu restaurante em 1943 em homenagem à Península de Bataan e em memória da infame Marcha da Morte de Bataan, ocorrida em abril de 1942. Canuto, Clem e Mike faziam parte de um pequeno grupo de filipinos que possuíam e operavam um negócio em São Francisco naquela época. Em 1944, o Bataan Lunch mudou-se para perto do I-Hotel. Em 1969, este restaurante se tornaria a casa do famoso restaurante Mabuhay, de propriedade de Ness Aquino. Alguns negócios, como o Lucky M. Pool Hall (administrado por Manuel Muyco e sua esposa, Margaret) e a Tino's Barber Shop (propriedade de Faustino "Tino" Regino), serviam como centros comunitários e de emprego, e frequentemente afixavam listas de empregos em seus murais. O bairro era conhecido por suas muitas operações de jogos de azar, mas o Hall de Justiça e o San Francisco Police Department (localizado a apenas um quarteirão de distância) nunca fecharam tais operações.
Manilatown começou a enfrentar sérias ameaças na década de 1960, quando autoridades municipais pressionaram por uma "Manhattanização". O plano visava remover muitos inquilinos de baixa renda e edifícios históricos, substituindo-os por arranha-céus modernos e moradores abastados. O líder desse movimento era M. Justin Herman, chefe da Agência de Redesenvolvimento de São Francisco. Herman também liderou a iniciativa de gentrificação do distrito de Fillmore e de despejo de muitos de seus moradores afro-americanos na década de 1960. Ao falar do International Hotel, Herman disse: "Este terreno é valioso demais para permitir que pessoas pobres se instalem nele."
A partir de 1965, uma nova onda de imigrantes filipinos chegou a São Francisco. A Lei de Imigração e Nacionalidade de 1965 removeu o antigo sistema de cotas, que regulava rigorosamente o número de imigrantes asiáticos que podiam vir para os Estados Unidos. Além disso, em 1969, o Distrito Escolar Unificado de São Francisco estabeleceu um Centro de Educação Filipina (FEC), como parte da Lei de Educação Bilíngue.
Apesar desses desenvolvimentos, a comunidade continuou a enfrentar severas pressões de gentrificação. Por esse motivo, em 1968, 150 inquilinos idosos filipinos e chineses lançaram uma campanha anti-despejo e pelos direitos dos inquilinos para defender o bairro e o International Hotel. Muitas pessoas aderiram aos protestos, incluindo ativistas de base e asiático-americanos, a Frente de Libertação Gay da Área da Baía e o Templo do Povo. Os manifestantes foram inspirados pelo movimento pelos direitos civis da época. Empresas filipinas locais apoiaram os manifestantes, mas muitas vezes não participaram diretamente deles, pois não conseguiam suportar as dificuldades financeiras de fechar as lojas e se juntar ao piquete. No entanto, Ness Aquino, proprietário do Mabuhay Gardens, um restaurante filipino, tornou-se um membro ativo da Associação Filipina Unida (UFA). Os ativistas estavam em desacordo com os proprietários corporativos do edifício (Milton Meyer & Co. e, em seguida, a Four Seasons Investment Corporation da Tailândia), que queriam demolir o edifício para construir um estacionamento. Mais tarde, os proprietários quiseram construir um arranha-céu comercial no terreno.

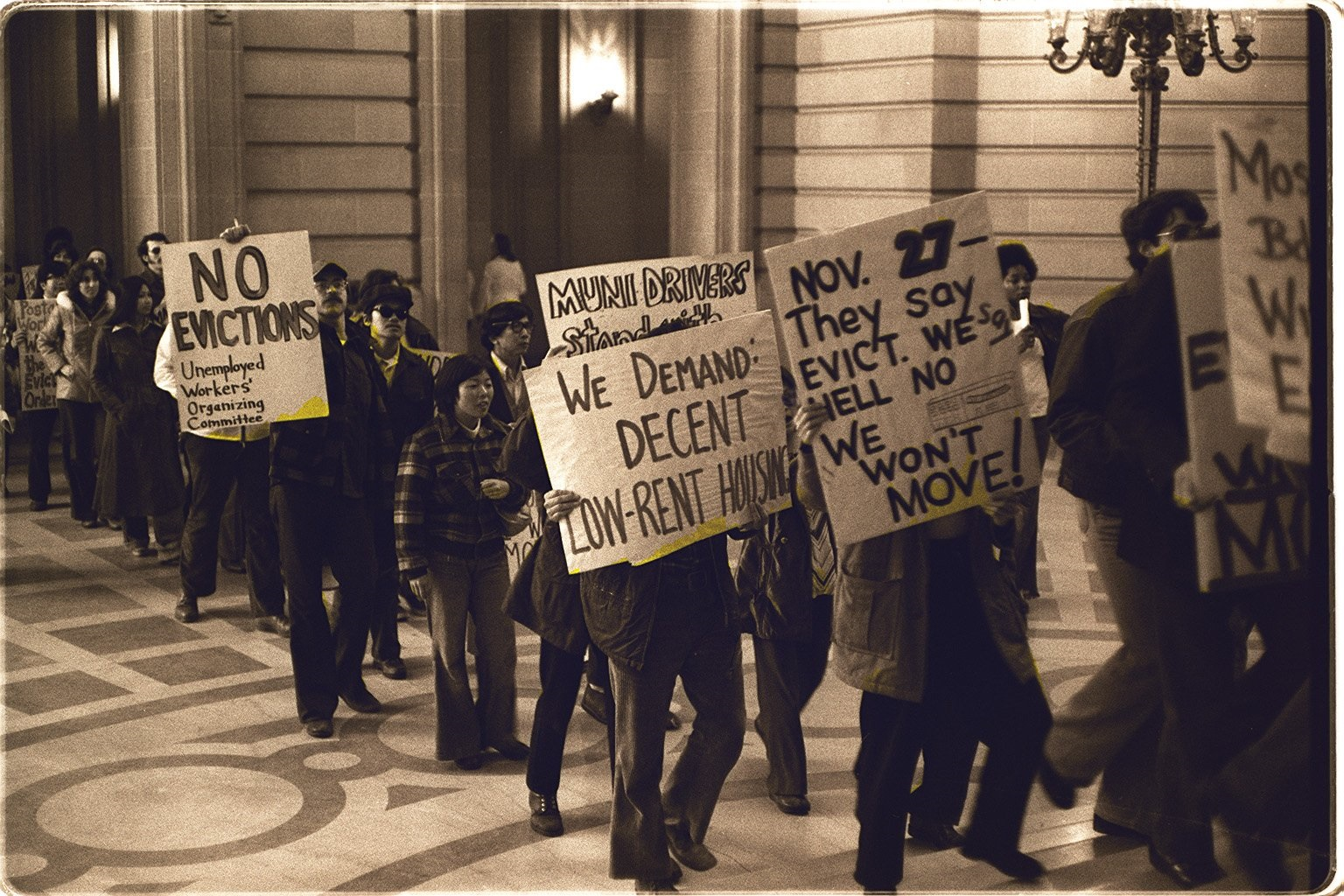
Manifestantes por moradia na Prefeitura de São Francisco, 1977

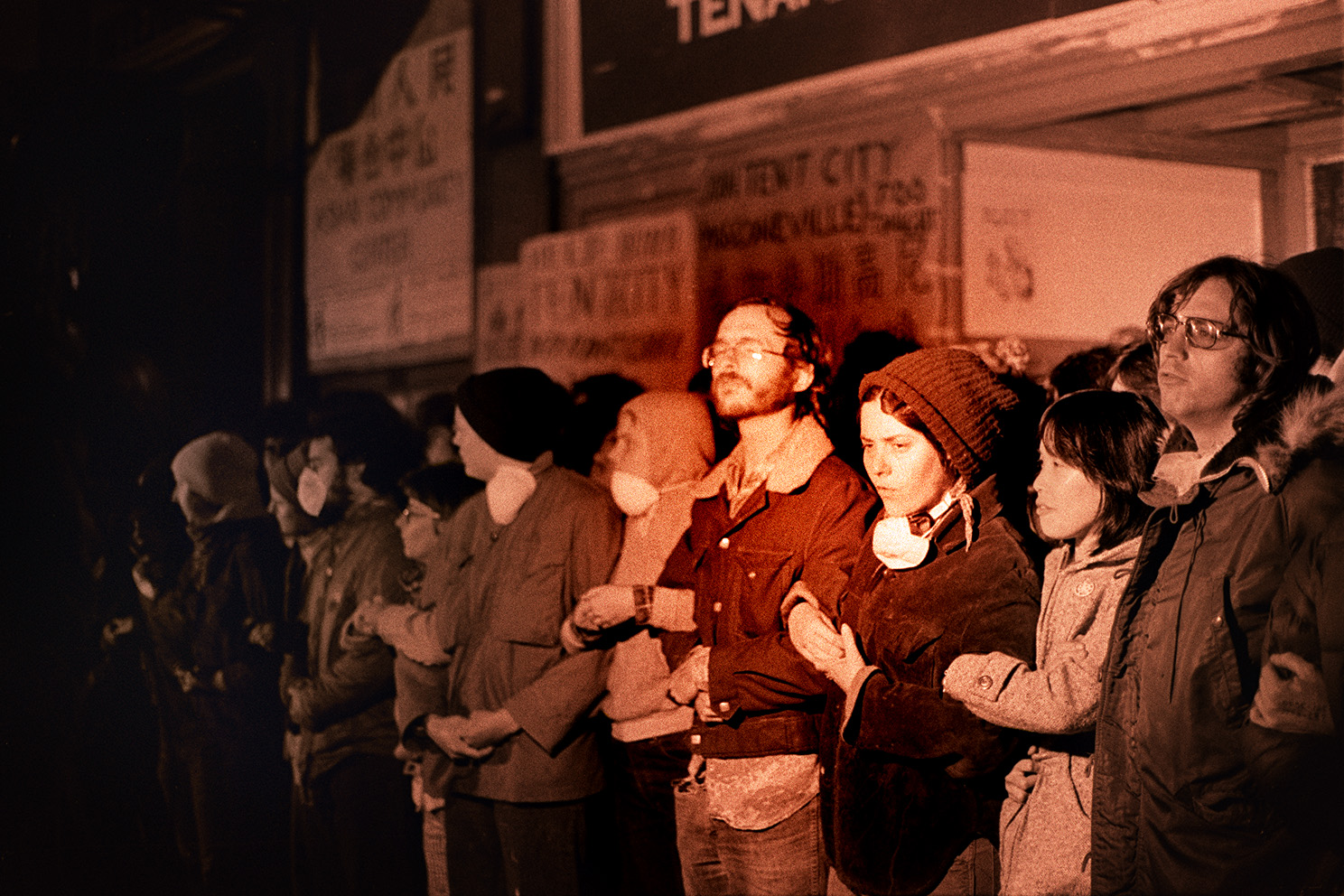
Manifestantes no International Hotel em São Francisco, 1977

De 1968 a 1977, os moradores foram gradualmente despejados do International Hotel. Os últimos moradores foram despejados em 1977, quando 400 policiais de choque lideraram uma operação de despejo às 3h do dia 4 de agosto. No entanto, o ativismo pelos direitos dos inquilinos, resultado dos despejos, ajudou a estabelecer leis de controle de aluguéis em São Francisco em 1979. Com o último despejo de moradores do International Hotel, o último vestígio de Manilatown foi em grande parte dizimado. Foi também durante esse período que a Transamerica Pyramid foi construída (1969 a 1972), sinalizando uma nova era no centro de São Francisco.

## Comemoração
O local do International Hotel ficou desocupado por mais de vinte anos. Em 2004, um corredor de dois quarteirões da rua Kearny foi batizado de "Manilatown", seguindo uma proposta do Supervisor de São Francisco Aaron Peskin. A proposta tinha como objetivo relembrar os moradores de sua história e celebrar a antiga vitalidade do bairro. Em 2005, o antigo prédio do International Hotel tornou-se um alojamento para idosos e a sede da Manilatown Heritage Foundation, que defende a justiça social e econômica para os filipinos nos Estados Unidos. A diretora executiva do center, Evelyn Luluquisen, disse ao The San Francisco Examiner: "Este prédio é um símbolo da perseverança e do comprometimento dos movimentos antidespejo em Manilatown. O centro simboliza que a comunidade sempre terá presença aqui." Em outubro de 2013, o centro recusou um prêmio do então prefeito Ed Lee em comemoração ao Mês da História Filipino-Americana. A sua rejeição deveu-se a preocupações com os despejos de idosos de baixos rendimentos em São Francisco, em particular de idosos filipino-americanos.